# Doddakolathur, Somvarpet
Doddakolathur là một làng thuộc tehsil Somvarpet, huyện Kodagu, bang Karnataka, Ấn Độ.